# Criminalitate informatică
Criminalitatea informatică (sau criminalitatea cibernetică) cuprinde activități infracționale comise prin utilizarea dispozitivelor și/sau rețelelor digitale. Acestea includ fraude, furturi de identitate, încălcări ale securității datelor, distribuirea de viruși informatici și alte acțiuni rău intenționate. Infractorii cibernetici exploatează vulnerabilitățile din sistemele informatice pentru a obține acces neautorizat, a fura informații sensibile, a perturba serviciile și a cauza daune financiare sau de reputație pentru persoane, organizații și guverne.
În anul 2000, cel de-al zecelea Congres al Națiunilor Unite privind Prevenirea Criminalității și Tratamentul Infractorilor a clasificat infracțiunile informatice în cinci categorii: acces neautorizat, deteriorarea datelor, sabotaj pentru împiedicarea funcționării sistemelor informatice, interceptarea neautorizată a datelor și spionajul informatic.
Atât actorii statali, cât și cei nestatali sunt implicați în infracțiuni cibernetice la nivel internațional, incluzând spionajul, furtul financiar și alte infracțiuni transfrontaliere. Uneori, aceste acțiuni sunt clasificate ca război cibernetic, în special atunci când un stat național este implicat. Warren Buffett a numit criminalitatea cibernetică „problema numărul unu a omenirii” și un risc major pentru securitatea globală.
Raportul Global Risks din 2020 al Forumului Economic Mondial (WEF) a constatat că grupuri organizate de infractori cibernetici colaborează pentru a comite activități ilegale online, iar probabilitatea ca acestea să fie depistate este de sub 1% în SUA. În 2023, WEF a clasificat criminalitatea cibernetică printre primele 10 riscuri globale, estimându-se că, dacă ar fi considerată o economie națională, ar fi a treia cea mai mare din lume. În 2024, daunele cauzate de criminalitatea cibernetică ar putea depăși 9 trilioane de dolari.

## Clasificări ale Criminalității Informatice
Criminalitatea informatică include diverse activități, cum ar fi frauda informatică, infracțiunile financiare, escrocheriile, traficul de cybersex și frauda publicitară.

### Fraudă informatică
Frauda informatică este utilizarea unui computer pentru a modifica date electronice fără permisiune sau pentru a accesa ilegal un sistem. Printre exemple se numără spargerea calculatoarelor pentru a schimba informațiile, distribuirea de malware, phishing-ul și escrocheriile cu avans. Infracțiunile pot implica și frauda bancară, furtul de identitate și șantajaul.

### Terorismul informatic
Terorismul informatic constă în acte teroriste desfășurate prin intermediul spațiului cibernetic. Aceasta include răspândirea virușilor, viermilor, phishing-ul, și atacurile malware. Din 2001, agențiile din SUA, cum ar fi FBI și CIA, au observat o creștere a atacurilor cibernetice.

### Cyberextortion
Cyberextortion apare atunci când site-uri web, servere sau sisteme informatice sunt amenințate cu atacuri (de exemplu, de tip denial-of-service) de către hackeri care cer bani pentru a opri atacul. FBI a raportat tot mai multe cazuri de cyberextortion, iar unele rămân neraportate pentru a evita expunerea publică a victimelor. Exemple de tehnici includ doxing-ul⁠(d) și bug poaching-ul, iar unul dintre cele mai cunoscute cazuri de cyberextortion a fost atacul Sony din 2014.

### Ransomware
Ransomware-ul este un tip de malware utilizat în cyberextortion pentru a restricționa accesul la fișiere și, uneori, amenință cu ștergerea permanentă a datelor dacă nu se plătește o răscumpărare. În 2021, au fost înregistrate peste 300 de milioane de atacuri ransomware la nivel mondial. Conform raportului Unit 42 Ransomware Threat Report din 2022, cererea medie de răscumpărare în cazurile gestionate a crescut cu 144%, ajungând la 2,2 milioane de dolari, iar numărul victimelor ale căror informații personale au fost publicate pe dark web a crescut cu 85%. Se estimează că atacurile ransomware au cauzat pierderi de aproape 400 de milioane de dolari în 2021 și 2022, afectând inclusiv persoanele obișnuite.

### Traficul de cybersex
Traficul de cybersex se referă la exploatarea victimelor pentru prostituție forțată sau pentru difuzarea în direct a unor acte sexuale forțate, inclusiv violuri pe webcam. Victimele sunt adesea răpite, amenințate sau păcălite și transportate în „bârloguri de cybersex”. Aceste locații sunt echipate cu computere, tablete sau telefoane conectate la internet. Autorii folosesc rețele sociale, aplicații de chat, site-uri dark web și alte platforme, împreună cu sisteme de plată online și criptomonede pentru a-și ascunde identitatea. În fiecare an, autoritățile primesc milioane de rapoarte de incidente de cybersex. Sunt necesare noi legi și măsuri pentru a combate acest fenomen.
Potrivit unui raport al Organizației Internaționale a Muncii, există aproximativ 6,3 milioane de victime ale traficului de cybersex, dintre care circa 1,7 milioane sunt copii. Un caz celebru este „Camera N” din Coreea de Sud, desfășurat între 2018 și 2020.

### Războiul informatic
Departamentul Apărării al SUA consideră spațiul cibernetic o arenă pentru amenințări la securitatea națională, în contextul unor atacuri notabile precum cel asupra infrastructurii Estoniei din 2007, presupus comis de hackeri ruși. În 2008, Rusia ar fi desfășurat noi atacuri cibernetice împotriva Georgiei. Aceste incidente i-au determinat pe oficialii militari să considere necesară dezvoltarea de operațiuni în spațiul cibernetic pentru viitoarele conflicte între state.

### Calculatoarele ca instrument
Atunci când computerul este folosit pentru a comite infracțiuni, dar nu este ținta acestora, este adesea un mijloc pentru frauda pe internet, spamming, phishing și carding. Aceste infracțiuni exploatează slăbiciunile umane și necesită mai puțină expertiză tehnică, dar numărul victimelor și dificultatea de urmărire a infractorilor sunt crescute.
Infracțiuni informatice care folosesc rețele pentru alte scopuri includ:
- Frauda și furtul de identitate, în care adesea se folosește malware, hacking sau phishing
- Escrocherii de tip phishing și spam
- Distribuirea de conținut ilegal, obscen sau ofensator, inclusiv amenințări și hărțuire[36]

### Conținut ofensator
Conținutul online poate varia semnificativ în funcție de normele legale ale fiecărei țări. Un domeniu sensibil este pornografia infantilă, care este ilegală în majoritatea jurisdicțiilor.

### Fraudă publicitară
Frauda publicitară este frecventă în mediul cibernetic, fiind o sursă de profit și având șanse reduse de urmărire penală. Jean-Loup Richet de la Sorbona Business School a clasificat fraudele publicitare în trei categorii:
- Fraude de identitate, care simulează audiența prin roboți, cookie stuffing și conturi false de social media.

- Fraude de atribuire, care imită activitățile reale prin dispozitive deturnate, ferme de click-uri, clickjacking și plasarea abuzivă a reclamelor.
- Servicii de fraudare a reclamelor, ce includ crearea de site-uri de spam, servicii de găzduire și pagini frauduloase care pretind a fi ale unor branduri celebre.

### Hărțuirea online
Conținutul online poate fi ofensator într-un mod general, însă hărțuirea vizează anumite persoane prin obscenități și comentarii derogatorii, deseori pe teme de gen, rasă, religie, naționalitate sau orientare sexuală.
Utilizarea unui computer pentru comiterea unei infracțiuni poate duce la o pedeapsă mai mare. În cazul United States v. Neil Scott Kramer, inculpatul a primit o pedeapsă sporită conform secțiunii §2G1.3(b)(3) din Ghidul de stabilire a pedepsei din SUA pentru utilizarea unui telefon mobil în scopuri ilegale. Kramer a susținut că telefonul său mobil nu ar trebui considerat un „computer” în sensul juridic, însă Manualul de orientări privind condamnarea din SUA definește „computerul” ca orice dispozitiv de prelucrare a datelor de mare viteză ce poate stoca sau comunica date.
În SUA, cel puțin 41 de state au legi care clasifică hărțuirea online extremă drept infracțiune. La nivel federal, US Code 18 secțiunea 2261A prevede că hărțuirea și amenințarea online pot fi pedepsite cu până la 20 de ani de închisoare.
Legislația internațională: China a introdus o lege strictă împotriva hărțuirii cibernetice, în urma incidentului Human Flesh Search Engine. În Regatul Unit, Malicious Communications Act incriminează mesajele electronice indecente, iar în Australia, utilizarea telecomunicațiilor pentru hărțuire este interzisă de Criminal Code Act din 1995.
Libertatea de exprimare nu protejează toate tipurile de exprimare. Amenințările verbale sau scrise pot fi incriminate dacă provoacă rău sau intimidare, inclusiv amenințările online.
Creșterea rețelelor sociale a dus la creșterea hărțuirii online. În 2020, 44% dintre utilizatorii adulți de internet din SUA au experimentat personal hărțuirea online. Hărțuirea online a copiilor poate duce la efecte grave: un studiu din 2021 arată că 41% dezvoltă anxietate, 37% depresie și 26% au gânduri sinucigașe.
Monitorizarea activiștilor: Emiratele Arabe Unite au fost implicate în utilizarea software-ului Pegasus al NSO Group pentru supravegherea și hărțuirea activiștilor. Jurnalista Ghada Owais a intentat un proces împotriva conducătorilor EAU pentru distribuirea de fotografii compromițătoare.

### Traficul de droguri
Piețele darknet sunt utilizate pentru vânzarea anonimă de droguri recreative. Traficanții de droguri se folosesc de mesageria criptată pentru a comunica cu cumpărătorii și cărăușii. Silk Road, prima piață online notabilă pentru droguri, a fost închisă în 2013. După închiderea sa, diverse piețe au folosit numele Silk Road pentru a atrage atenția, precum Silk Road 3 Reloaded, care era, de fapt, piața Diabolus Market.
Piețele darknet au câștigat popularitate datorită anonimității și recenziilor lăsate de cumpărători. Utilizatorii utilizează VPN-uri, Tails și browserul Tor pentru a-și ascunde identitatea. Linkurile către aceste piețe sunt de obicei de forma .onion, iar tranzacțiile se realizează cel mai frecvent prin Bitcoin, pentru a asigura anonimatul.
Fraudele de tip „exit scamming”: pe aceste piețe apar frecvent înșelăciuni de ieșire, în care vânzătorii iau banii cumpărătorilor și închid conturile fără a expedia produsele. În 2019, piața Wall Street Market ar fi comis un exit scam, furând echivalentul a 30 de milioane de dolari.
FBI colaborează cu autoritățile pentru a combate aceste activități, confiscând piețele mari, cum ar fi Alphabay⁠(d), închisă în 2017, dar redeschisă în 2021 sub noua conducere. Anchetatorii se infiltrează uneori în piețe pentru a strânge dovezi, iar în unele cazuri, cumpără sau vând ilegal pentru a identifica suspecții. Acțiuni de reprimare a vânzătorilor de opiacee au fost prioritare din cauza numărului ridicat de decese cauzate de supradoze. În 2019, un vânzător a fost condamnat la 10 ani de închisoare pentru vânzarea de droguri pe darknet sub pseudonimul JetSetLife.

## Incidente notabile
- Infracțiunea informatică bancară din anii '70: În perioada 1970–1973, casierul șef de la Union Dime Savings Bank din New York a deturnat peste 1,5 milioane de dolari din conturile clienților sucursalei de pe Park Avenue, una dintre cele mai importante infracțiuni bancare din acea vreme.[60]
- Grupul de hackeri MOD: „Masters of Deception” (MOD) a fost un grup notoriu de hackeri din anii '80 și '90, care a accesat ilegal informații sensibile de la companii de telecomunicații precum Pacific Bell, Nynex⁠(d), agenții de credit, și universități. În urma acțiunilor acestora, o companie, Southwestern Bell, a înregistrat pierderi de 370.000 de dolari.[60]
- Incidentul studentului de la UCLA, 1983: În 1983, un student de 19 ani de la Universitatea California, Los Angeles (UCLA), a folosit un computer personal pentru a accesa ilegal un sistem de comunicații internaționale aparținând Departamentului Apărării al SUA.[60]
- Spargerea serviciului SKY-TV Newscorp: Între 1995 și 1998, hackerii au compromis în repetate rânduri criptarea serviciului de televiziune prin satelit Newscorp din Europa, motivul inițial fiind vizionarea serialului Star Trek, care era transmis în Germania, dar era limitat geografic.[61]
- Viermele Melissa (1999): Viermele informatic Melissa, lansat în 1999, a infectat computerele prin documente transmise prin e-mail, declanșând o distribuire automată către alți utilizatori din lista de contacte.
- Atacurile de tip denial-of-service (2000): În februarie 2000, atacatorul cunoscut sub pseudonimul „MafiaBoy⁠(d)” a lansat atacuri DDoS asupra unor site-uri majore, precum Yahoo!, Dell, Inc., E*TRADE⁠(d), eBay, și CNN. Autoritățile canadiene l-au acuzat de acces ilegal la calculatoare în urma atacurilor.
- Russian Business Network (RBN), 2006: RBN a fost implicată în activități infracționale online, oferind servicii de găzduire web pentru site-uri ilegale și fiind descrisă ca „cea mai periculoasă organizație cibernetică”.[62]
- Arestarea hackerilor botnet-ului Mariposa (2010): În 2010, autoritățile spaniole au reținut trei suspecți implicați în infectarea a peste 13 milioane de computere din întreaga lume, printre victime fiind companii din Fortune 1000 și bănci mari.[63]
- Rețeaua de pedofilie Dreamboard (2010): În august 2010, SUA au închis rețeaua de pornografie infantilă Dreamboard, cu aproximativ 600 de membri și peste 123 de terabiți de materiale ilegale distribuite. Până acum, este cea mai amplă operațiune internațională împotriva unei astfel de rețele.[64]
- Breșa Zappos.com⁠(d) (2012): În ianuarie 2012, Zappos.com a suferit o breșă de securitate ce a compromis datele a 24 de milioane de clienți, inclusiv informații personale și adrese de facturare.[65]
- Compromiterea parolelor LinkedIn și EHarmony⁠(d) (2012): În iunie 2012, hackeri au compromis 65 de milioane de hash-uri de parole ale utilizatorilor LinkedIn și eHarmony, dintre care multe au fost ulterior sparte și postate online.[66]
- Atacul asupra site-ului Wells Fargo (2012): În decembrie 2012, un atac DDoS asupra site-ului Wells Fargo a compromis temporar accesul a milioane de clienți.[67]
- Atacarea contului Twitter al Associated Press (2013): La 23 aprilie 2013, contul de Twitter al AP a fost hack-uit, iar un tweet fals despre un atac asupra Casei Albe a provocat o scădere temporară a pieței bursiere cu pierderi semnificative.[68][69]
- WannaCry ransomware (2017): În mai 2017, atacul ransomware WannaCry a afectat sisteme din 74 de țări, fiind unul dintre cele mai devastatoare atacuri ransomware la nivel global.[70]
- Pegasus spyware: Spyware-ul israelian Pegasus a fost descoperit în numeroase telefoane din întreaga lume, incluzând jurnaliști, activiști și oficiali guvernamentali, ducând la o amplă investigație asupra supravegherii globale.[71][72][73][74][75]
- ToTok, instrument de spionaj în EAU (2019): În 2019, aplicația de mesagerie ToTok, populară în Emiratele Arabe Unite, a fost identificată de oficiali americani ca instrument de spionaj, folosit pentru monitorizarea utilizatorilor în timp real.[76]

## Combaterea criminalității informatice
Datorită faptului că infractorii cibernetici comit atacuri și infracțiuni prin internet și adesea dincolo de granițe, urmărirea penală a acestora a devenit o provocare. Numărul vulnerabilităților informatice pe care infractorii le pot exploata a crescut semnificativ. De exemplu, între 2008 și 2014, numărul vulnerabilităților descoperite în dispozitivele conectate a crescut cu 17,75% . Raza de acțiune extinsă a internetului amplifică impactul acestor atacuri, permițând infractorilor cibernetici să afecteze un număr mare de persoane. De asemenea, accesibilitatea și anonimatul din spațiile virtuale au facilitat creșterea criminalității informatice. În 2018, Internet Crime Complaint Center a raportat 351.937 de plângeri referitoare la criminalitatea cibernetică, pierderile financiare depășind 2,7 miliarde de dolari.

### Anchetă
Într-o investigație penală, un computer poate reprezenta o sursă valoroasă de probe (a se vedea criminalistica digitală). Chiar și atunci când un computer nu a fost utilizat în mod direct pentru comiterea infracțiunii, acesta poate conține informații utile anchetatorilor sub forma fișierelor jurnal. În multe țări, furnizorii de servicii de internet  sunt obligați să păstreze aceste fișiere pentru o perioadă stabilită de lege.
Anchetele în cazurile de criminalitate informatică implică adesea urmărirea adresei IP; cu toate acestea, acest lucru nu garantează identificarea infractorului. Diferitele tipuri de infracțiuni informatice includ adesea elemente ale criminalității tradiționale, ceea ce face din investigatorii specializați o componentă esențială a aplicării moderne a legii. Metodele de investigare a criminalității informatice sunt în continuă evoluție și beneficiază de cooperarea internațională.

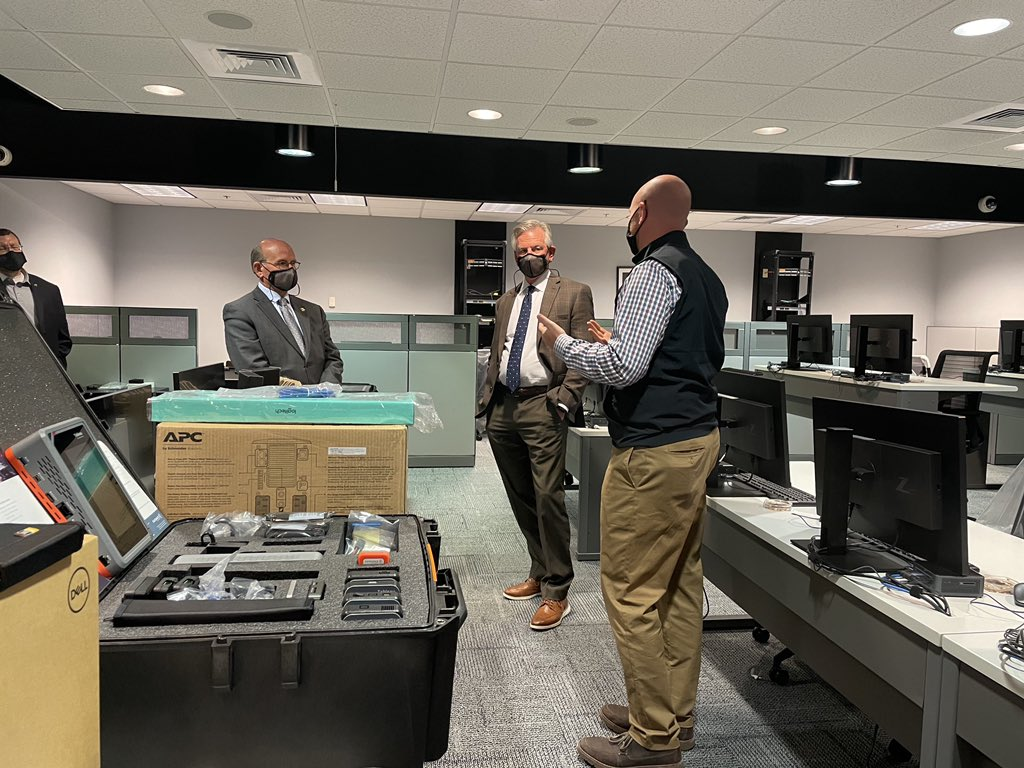
Senatorul vizitează Institutul Național de Criminalistică Informatică din, în 2021

În Statele Unite, agenții federale precum FBI și Departamentul de Securitate Internă (DHS) se ocupă de combaterea criminalității informatice. FBI dispune de agenți și analiști specializați în domeniul cibernetic, iar în cadrul DHS, Serviciul Secret lucrează pentru prevenirea infracțiunilor informatice financiare și protejarea instituțiilor precum băncile. În Alabama, National Computer Forensic Institute (NCFI), coordonat de Serviciul Secret, oferă instruire pentru forțele de ordine în răspunsul la incidente cibernetice și investigațiile criminalistice.
Combaterea criminalității informatice în SUA și la nivel global necesită colaborare. Pe măsură ce dependența de tehnologie crește, atacurile cibernetice devin tot mai complexe, iar infractorii exploatează vulnerabilitățile sistemelor. Pentru a face față acestei amenințări, Serviciul Secret al SUA a creat un grup de combatere a criminalității electronice ce lucrează la nivel global pentru a identifica și localiza infractorii cibernetici. În plus, Serviciul de Imigrație și Vamă al SUA gestionează Centrul pentru infracțiuni cibernetice (C3), care oferă sprijin agențiilor federale, de stat și locale.
Folosirea tehnicilor de criptare și a altor mijloace pentru mascarea identității face dificilă identificarea infractorilor cibernetici. Astfel, măsurile de prevenire devin esențiale pentru a reduce riscul și impactul criminalității informatice.

### Prevenire
Departamentul pentru Securitate Internă al SUA a instituit Programul de Diagnosticare și Atenuare Continuă (CDM) pentru a monitoriza și proteja rețelele guvernamentale, identificând riscurile de securitate și alertând personalul IT pentru a putea lua măsuri preventive. Pentru a depista intruziunile înainte ca acestea să provoace daune, DHS a creat Enhanced Cybersecurity Services (ECS), prin care partenerii din sectorul privat aprobați de Agenția pentru Securitate Cibernetică și Securitatea Infrastructurii oferă servicii de detectare și prevenire a intruziunilor.
Unii profesioniști din domeniul securității cibernetice sunt sceptici față de strategiile orientate doar pe prevenție și modul de utilizare a soluțiilor de securitate. Shuman Ghosemajumder⁠(d) a subliniat că utilizarea combinată a mai multor produse de securitate la nivelul fiecărei companii nu este scalabilă, recomandând abordarea securității la nivel de platformă.
Pentru protejarea împotriva criminalității informatice, utilizatorii individuali sunt sfătuiți să:
- Mențină software-ul și sistemele de operare actualizate pentru a beneficia de patch-uri de securitate.
- Utilizeze un program antivirus eficient pentru a detecta și elimina amenințările.
- Folosească parole puternice și variate.
- Evite deschiderea atașamentelor și accesarea linkurilor din e-mailurile spam.
- Nu furnizeze informații personale online decât pe site-uri de încredere.

### Legislație
În unele țări în curs de dezvoltare, infractorii cibernetici pot opera cu mai puține restricții din cauza legislației slabe. De exemplu, în Filipine, reglementările împotriva criminalității informatice sunt limitate, iar infractorii pot ataca transfrontalier și rămâne nedetectați. De aceea, agențiile precum FBI recurg uneori la tactici speciale pentru a-i prinde pe infractori. De exemplu, FBI a creat o firmă de calculatoare fictivă pentru a atrage și reține doi hackeri ruși care erau cercetați.
Prima lege cibernetică din Statele Unite a fost Privacy Act din 1974, dar aceasta se aplica doar agențiilor federale pentru protecția informațiilor personale. Din 1974, alte legi au fost implementate, însă există încă un decalaj în combaterea criminalității informatice. O legislație recentă este NIST Small Business Cybersecurity Act din 2018, care oferă îndrumări întreprinderilor mici pentru a identifica și aborda riscurile de securitate.
În 2014, administrația Obama a introdus trei legi esențiale: Federal Information Security Modernization Act, National Cybersecurity Protection Act și Cybersecurity Enhancement Act, axate pe securizarea informațiilor federale, partajarea de informații între sectoarele public și privat și educația în domeniul securității.

### Pedepse
În statul New York, pedepsele pentru infracțiuni cibernetice variază de la amenzi și închisoare pe termen scurt pentru infracțiuni minore, până la 3-15 ani de închisoare pentru falsificarea unui computer. Unii foști infractori cibernetici sunt angajați ulterior de companii ca experți în securitate datorită cunoștințelor lor. Cu toate acestea, pentru a preveni abuzurile, judecătorii pot impune restricții stricte privind accesul la internet sau computere, sub supravegherea ofițerilor de probațiune.

### Conștientizare
Raportul Accenture arată o creștere cu 31% a atacurilor cibernetice între 2020 și 2021. Totuși, majoritatea oamenilor nu realizează gravitatea acestei probleme. Comparitech a raportat că numărul victimelor criminalității informatice a ajuns la 71 de milioane în 2023, cu un atac la fiecare 39 de secunde.

### Inteligența
Pe măsură ce criminalitatea informatică s-a extins, s-a dezvoltat un ecosistem care include dezvoltatori de malware, operatori de botnet și grupuri specializate. Companii de securitate cibernetică majore au resursele necesare pentru a monitoriza aceste activități și a furniza informații tehnice și strategice. Interpol colaborează cu organizații de securitate pentru a informa utilizatorii despre ultimele escrocherii și amenințări, raportând din 2017 fraude, ransomware și alte atacuri cibernetice către agenții de securitate din peste 150 de țări.

### Răspândirea criminalității informatice
Pe măsură ce hackingul a devenit mai accesibil prin diseminarea informațiilor pe bloguri și rețele sociale, atacurile cibernetice au devenit și ele mai ieftine și mai ușor de executat, în parte datorită serviciilor de cloud computing, care permit atacuri mai extinse și mai puternice.

## Agenții
- ASEAN[113]
- Australian High Tech Crime Centre
- Cyber Crime Investigation Cell, o aripă a poliției din Mumbai, India
- Unitatea de criminalitate cibernetică (poliția elenă), înființată în Grecia în 2004
- EUROPOL
- INTERPOL
- National Cyber Crime Unit, în Regatul Unit
- National Security Agency, în Statele Unite
- Unitatea Națională Specială de Crimă, în Danemarca.
- National White Collar Crime Center, din Statele Unite
- Cyber Terror Response Center - Agenția Națională de Poliție din Coreea
- Departamentul de poliție cibernetică⁠(d) - Agenția Națională de Poliție din Japonia

### Resurse guvernamentale
- Cybercrime.gov de la Departamentul de Justiție al Statelor Unite
- Institutul Național de Justiție Programul Crime Electronice de la Departamentul de Justiție al Statelor Unite
- Pagina de pornire a FBI Cyber Investigators
- Fraudă informatică a Serviciului Secret al SUA
- Centrul australian de crimă de înaltă tehnologie
- Unitatea Națională de Crimă Cibernetică din Marea Britanie de la Agenția Națională pentru Crimă